# Membracis dorsata
Membracis dorsata är en insektsart som beskrevs av Fabricius. Membracis dorsata ingår i släktet Membracis och familjen hornstritar. Inga underarter finns listade i Catalogue of Life.